# Rosskopf (Wienerwald)
Der Rosskopf (auch Roßkopf) ist ein Berg im 14. Wiener Gemeindebezirk Penzing im nördlichen Wienerwald. Er hat eine Höhe von 507 m ü. A.
Der Rosskopf zählt zu den sieben Bergen Wiens, die eine Höhe von 500 m überschreiten, von diesen ist er aber der niedrigste. Er befindet sich gleich östlich der Sophienalpe und liegt in unmittelbarer Nähe zur Landesgrenze nach Niederösterreich. Über den Berg führen mehrere Wanderwege und auch die Landesstraße 120 über den Exelberg (in Wien: Exelbergstraße) führt knapp unterhalb des Gipfels vorbei. Im Nordosten schließt die nach Nordwesten orientierte Rosskopfwiese an.